# فرودگاه سیوکوران امین‌الدین امیر
فرودگاه سیوکوران امین الدین امیر  (به انگلیسی: Syukuran Aminuddin Amir Airport) یک فرودگاه همگانی با کد یاتا LUW است که یک باند فرود آسفالت دارد و طول باند آن ۱۸۵۰ متر است. این فرودگاه در کشور اندونزی قرار دارد و در ارتفاع ۱۷٫۰۷ متری از سطح دریا واقع شده‌است.

## شرکت‌های هواپیمایی و مقصدهای پروازی

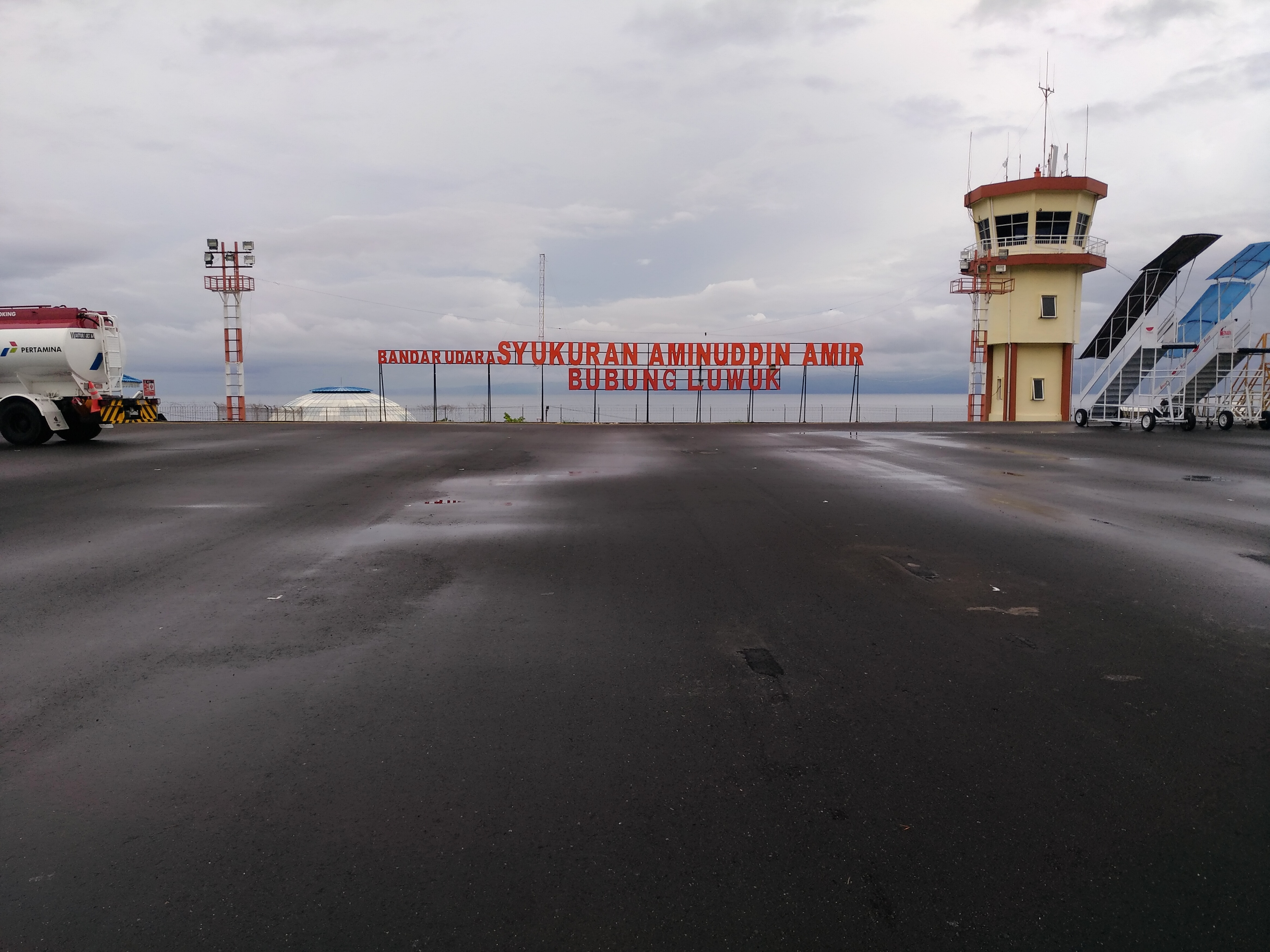
Syukuran Aminuddin Amir Airport

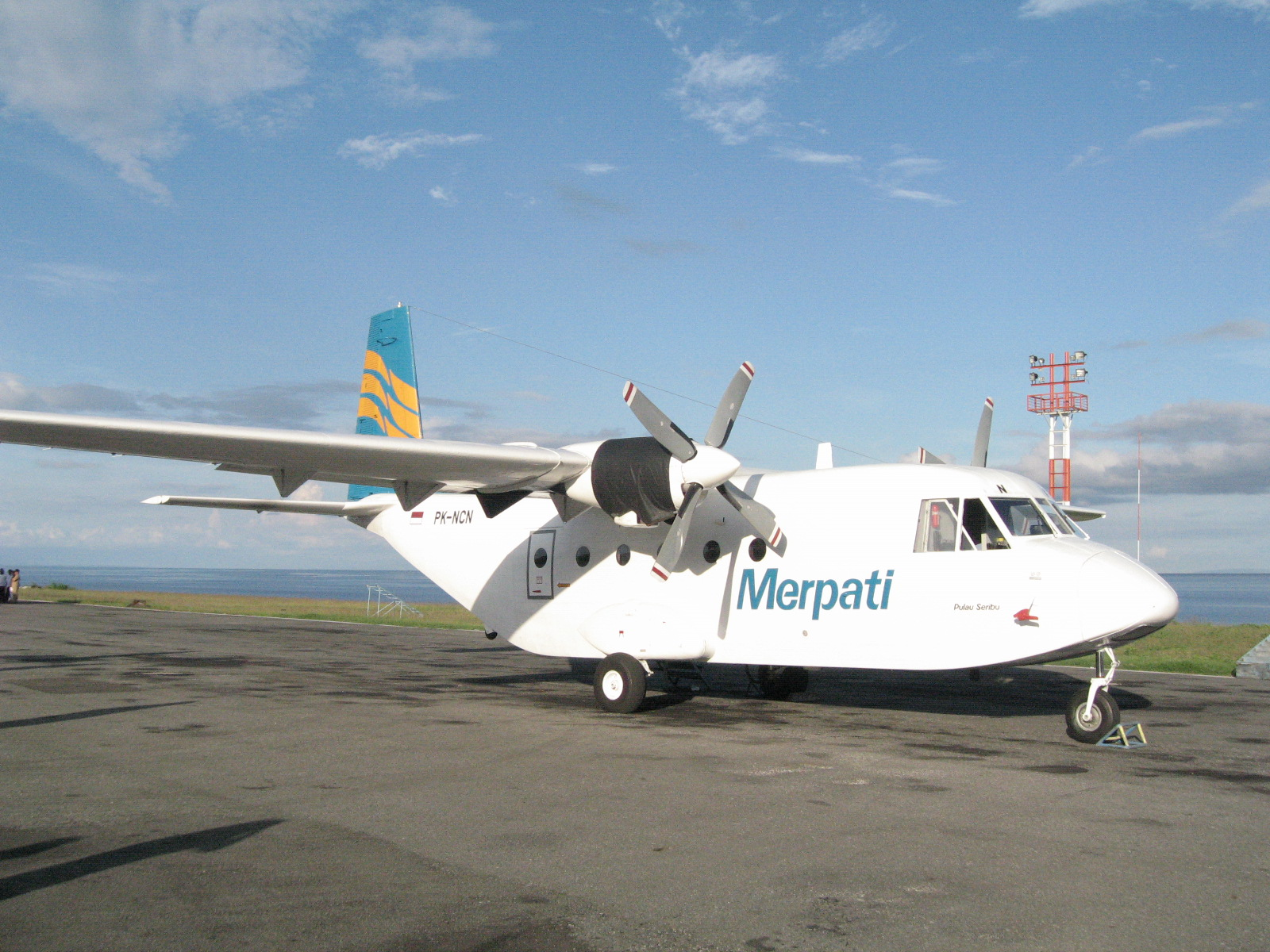
مرپاتی نوسانتارا ایرلاینز CASA C-212 Aviocar at Syukuran Aminuddin Amir Airport

Airlines currently serving this airport :
| شرکت‌های هواپیمایی                           | مقصدهای پروازی                                          |
| ------------------------------------------- | ------------------------------------------------------- |
| اویاستار                                    | Ampana، جلال‌الدین، سلطان بنتیلان                        |
| اکسپرس‌ایر                                   | سام رتولنگی، موتیارا                                    |
| گارودا ایندونزیا اجرا توسط گارودا ایندونزیا | سلطان حسن‌الدین                                          |
| Nam Air                                     | سام رتولنگی                                             |
| Sriwijaya Air                               | سلطان حسن‌الدین                                          |
| وینگز ایر                                   | Ampana، جلال‌الدین، سلطان حسن‌الدین، سام رتولنگی، موتیارا |